# Puccinia gei-parviflori
Puccinia gei-parviflori är en svampart som beskrevs av McNabb 1966. Puccinia gei-parviflori ingår i släktet Puccinia och familjen Pucciniaceae.   Inga underarter finns listade i Catalogue of Life.